# ساریا

ساریا شهری در شهرستان کودوگو در استان بولکیمده در بورکینافاسوی غربی مرکزی است جمعیت آن ۲۹۳۲ نفر است.